# Yves Gibeau
Pour les articles homonymes, voir Gibeau.
Yves Gibeau, né le 3 janvier 1916 à Bouzy (Marne) et mort le 14 octobre 1994 à Roucy (Aisne), est un écrivain français.

## Biographie

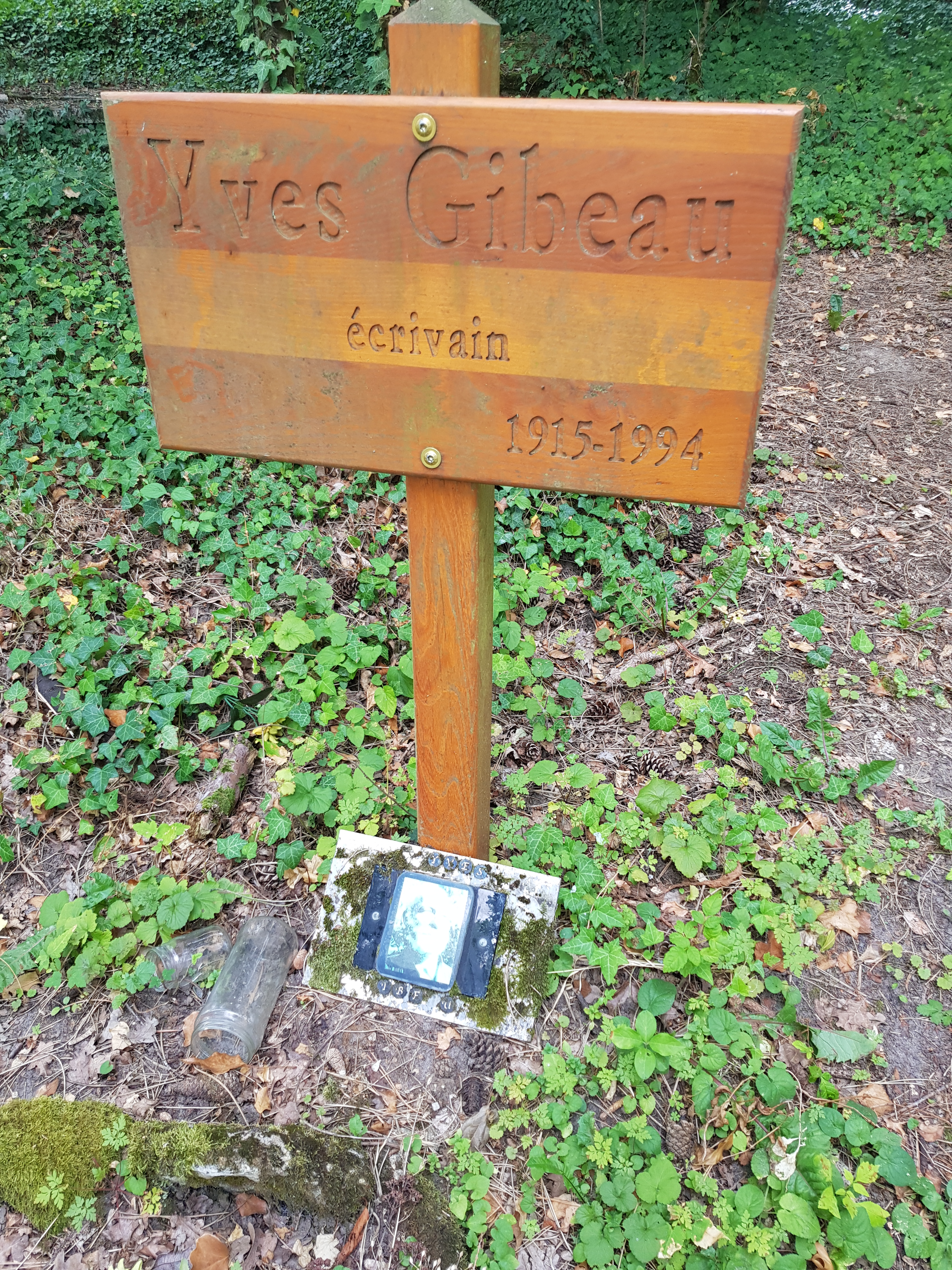
Tombe d'Yves Gibeau avec son portrait au pied de la croix

Né de père inconnu, fils d'un soldat de la Première Guerre mondiale au repos, Yves Gibeau a été adopté par l'adjudant-chef Gibeau. Il passe son enfance à Reims, puis une partie de sa jeunesse sous l'uniforme de 1929 à 1939. D'abord enfant de troupe aux Andelys (1929-1934), puis à Tulle (1934-1939), il est mobilisé en 1939 et, en 1940, il est prisonnier de guerre. Il est rapatrié d'Allemagne en décembre 1941 et gagne ensuite sa vie à l'aide d’emplois temporaires.
Il exerce quelque temps le métier de chansonnier (il est alors très proche de Boris Vian), devient à la Libération journaliste à Combat, puis rédacteur en chef du journal Constellation où il publie régulièrement des mots croisés sous le pseudonyme d'A. Sylvestre (nom du héros principal du Grand Monôme). Il conserve de son expérience sous les drapeaux des convictions résolument pacifistes et une haine tenace de la chose militaire. Dans son ouvrage le plus connu, Allons z'enfants, paru en 1952, largement autobiographique, il revient sur son passé d'enfant de troupe en décrivant un milieu caractérisé par la bêtise et la brutalité.
Il réside à partir de 1981 dans un ancien presbytère à Roucy.
Fervent amateur de bicyclette et verbicruciste, il tient pendant plusieurs années et jusqu'à sa mort la rubrique mots croisés du magazine L'Express.
Le prix Yves Gibeau, décerné par un jury composé de collégiens et lycéens volontaires, récompense une œuvre littéraire choisie parmi cinq ouvrages d'auteurs contemporains parus en édition de poche.
Mort le 14 octobre 1994 à Roucy, Yves Gibeau est enterré selon sa volonté dans le cimetière du Vieux Craonne, aux pieds du Chemin des Dames, village totalement détruit pendant la Première Guerre mondiale, célèbre pour être le lieu de l'offensive Nivelle (16 avril 1917) et qui a inspiré la Chanson de Craonne. Il est inhumé à côté de la tombe supposée d'un soldat allemand de la Première Guerre mondiale.

## Œuvres
- 1946:  Cinq Ans de prison, éditions Malesherbes (ouvrage collectif. Contributions de : Yves Gibeau, Maurice Blézot, Maurice Bruezière, Maurice Gabé, Jean Darlac. Illustrations de Gustave Gautier)
- 1947 : Le Grand Monôme, Calmann-Lévy (les premiers chapitres proposent des versions très réécrites des textes parus dans Cinq Ans de prison)
- 1950 : … Et la fête continue, Calmann-Lévy
- 1952 : Allons z'enfants, Calmann-Lévy (adaptation cinématographique : Allons z'enfants par Yves Boisset, film sorti en 1981) ; roman réédité en 2016 aux éditions du Dilettante
- 1953 : Les Gros Sous, Calmann-Lévy (Prix du roman populiste 1953)
- 1956 : La Ligne droite, Calmann-Lévy (Grand Prix de Littérature sportive 1957, adapté au cinéma en 1961 par Jacques Gaillard)
- 1961 : La guerre, c'est la guerre, Calmann-Lévy
- 1984 : Chemin des Dames, Albedo
- 1988 : Mourir idiot, Calmann-Lévy  (ISBN 2-7021-1448-2)
- 2005 : Les Dingues, éditions des Équateurs